# Frederick Burr Opper
Frederick Burr Opper, né le 2 janvier 1857 à Madison en Ohio et mort le 28 septembre 1937 à Nouvelle-Rochelle dans l'État de New York, est un auteur de bande dessinée, caricaturiste et illustrateur américain.

## Biographie
Dessinateur politique à Puck de 1880 à 1898, il est surtout célèbre pour avoir créé  Happy Hooligan (1900-1932), l'un des premiers comic strips à succès. Les aventures du vagabond Hooligan ont eu une très grande influence sur la bande dessinée humoristique américaine du début du XXe siècle.

## Publications

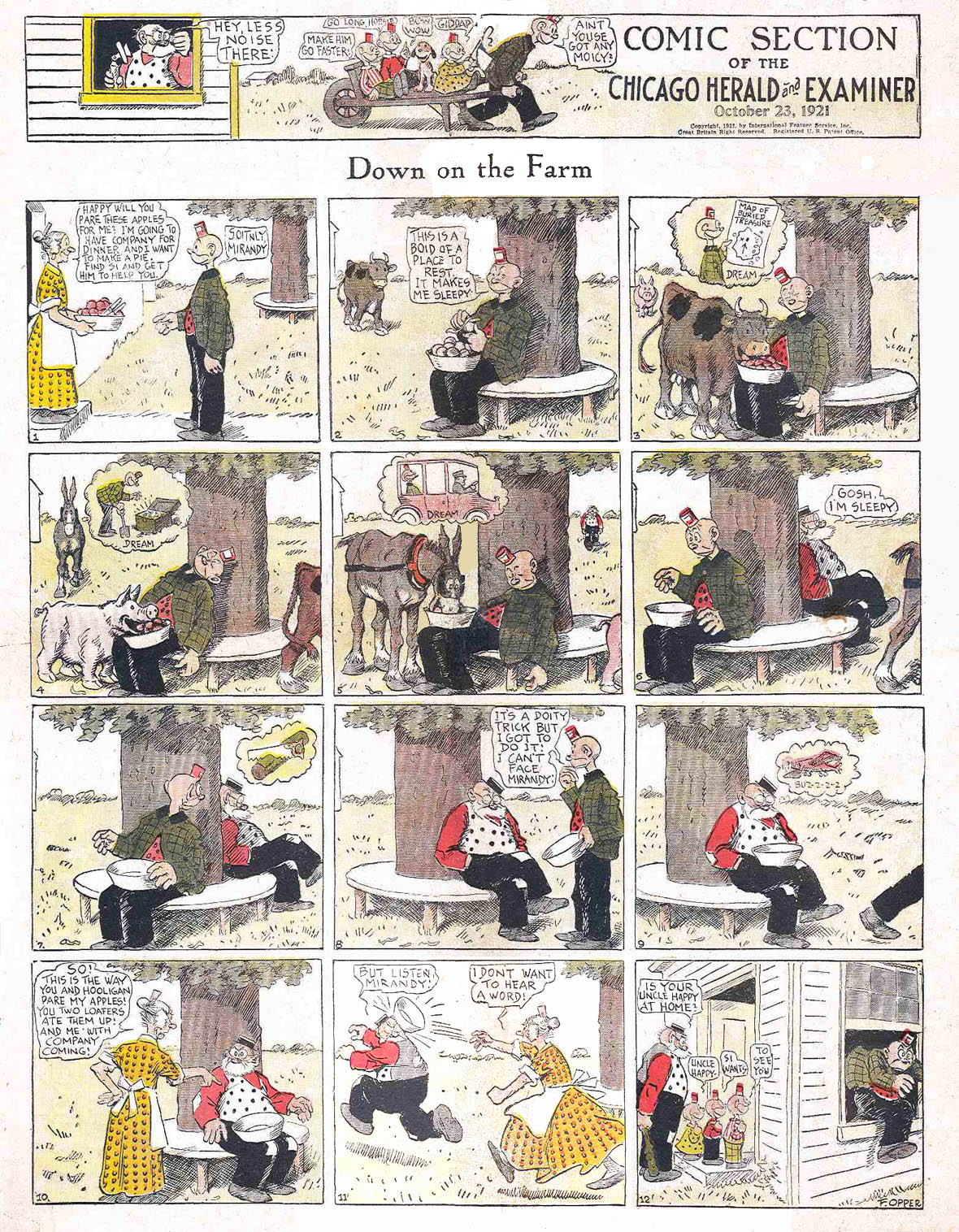
Planche de Happy Hooligan du 23 octobre 1921.

### Comic strips
- Happy Hooligan, 1900-1932.
- Alphonse and Gaston, 1901-1904.
- And Her Name Was Maud, 1904-191? et 1926-1932 (topper d’Happy Hooligan).

## Filmographie partielle

### Comme scénariste
- 1900 : Hooligan assists the Magician
- 1920 : Dr. Jekyll and Mr. Zip de Ben Sharpsteen